# Nur Ali Elahi
Ostad Elahi (nome alla nascita Nur Ali Elahi, var. Nūr ʿAlī Ilāhī, Nour Ali Elahi, نور علی الهی - استاد الهی; Jeyhunabad, 11 settembre 1895 – Teheran, 19 ottobre 1974) è stato un musicista, filosofo e giurista iraniano. Ha dedicato la sua vita ad approfondire la dimensione metafisica degli esseri umani.

## La giovinezza
Ostad Elahi nacque a Jeyhunabad, un piccolo villaggio curdo nella provincia di Kermanshah.. Suo padre, Hadj Nematollah (1871-1919), mistico e poeta, era una guida spirituale degli Ahl-e Haqq, venerato come un santo.
Fin dalla prima infanzia, egli condusse una vita ascetica e ritirata, regolata da una rigorosa disciplina, sotto la supervisione di suo padre, incentrata in particolare sul misticismo, sulla musica e sull'etica. Oltre all'istruzione religiosa e morale, ricevette anche l'educazione classica del tempo. Fu durante la sua giovinezza, consacrata allo studio e alla contemplazione, che pose le basi della sua riflessione filosofica e spirituale.
Nel 1919, all'epoca in cui suo padre morì, Elahi aveva compreso che il tempo della spiritualità classica era giunto al termine, e che la ricerca del progresso spirituale non poteva più avvenire nella quiete di un ritiro ascetico. Piuttosto, Elahi era convinto che la spiritualità dovesse essere praticata nel contesto di una vita attiva e produttiva, in seno alla società. Così, all'età di ventiquattro anni, si lasciò alle spalle la vita contemplativa, per sperimentare i suoi principi etici nel crogiolo della società. Stabilitosi infine nella capitale Teheran, si tagliò la lunga capigliatura e la barba, abbandonò l'abbigliamento tradizionale per abiti di stile occidentale, e divenne funzionario dello stato.

## La carriera giuridica
Pochi anni più tardi, quando nel paese furono avviate ampie riforme amministrative e di governo, che comprendevano anche l'istituzione di un sistema giudiziario del tutto nuovo,  Elahi si iscrisse alla Scuola Nazionale di Giurisprudenza, di recente fondazione. Egli portò a termine un piano di studi di tre anni in soli sei mesi, e si laureò con la lode nel 1934.
In seguito, Elahi intraprese la carriera del magistrato, che, iniziata con il primo incarico come Giudice di Pace nel Larestan, nell'arco di 23 anni culminò con la nomina a Presidente dell'Alta Corte d'Appello Penale del Mazandaran. Andò in pensione nel 1957 all'età di 62 anni, e si stabilì a Teheran.
Durante tutto il periodo della sua carriera giuridica, Elahi si dedicò ai suoi studi personali e alla ricerca, soprattutto nel campo della filosofia e della teologia. Questo periodo di ricerca di natura metafisica gli fu di aiuto nel formulare le sue opere successive.

## Il pensiero
Il pensiero di Ostad Elahi affronta questioni come l'origine e la natura degli esseri umani, il loro ruolo e le loro responsabilità in seno alla società,  il loro destino ultimo. La sua opera mette in luce la dualità dell'uomo in quanto essere sia materiale che spirituale, e riafferma l'importanza della sua dimensione metafisica.
Egli era profondamente convinto che la vera realizzazione di se stessi richiedesse qualcosa di più che la pura e semplice riflessione, e che la spiritualità, come ogni scienza, dovesse necessariamente fondarsi su esperienze verificabili.
Gli scritti di Elahi e il suo insegnamento orale sono pertanto il diretto risultato delle sue esperienze personali e non pure e semplici riflessioni filosofiche.

## Le opere
Elahi cominciò a rivelare gradualmente il suo sistema di pensiero dopo il suo ritiro dalla magistratura, quando andò in pensione, nel 1957. Fu durante questo periodo della sua vita che scrisse e pubblicò due opere di grande rilevanza nel campo della scienza religiosa e della spiritualità autentica, ed un ampio commentario sugli scritti di suo padre.
L'aspetto pratico del suo pensiero, d'altro canto, fu trasmesso soprattutto sotto forma di insegnamento orale e di indicazioni pratiche elargite ad amici intimi e conoscenti che ricorrevano ai suoi consigli e alla sua guida.
Due volumi dei suoi detti sono stati pubblicati, ad oggi, sulla base di appunti trascritti da quanti gli erano accanto.  È anche l'autore di alcuni manoscritti, che rimangono ancora inediti, tra i quali Kashf al-Ḥaqāʾiq (Svelamento delle Verità), che descrive la genesi dell'universo e il ruolo degli esseri umani.
Nel 1963 Elahi pubblicò il suo primo libro, Borhân ol-Haqq (Dimostrazione della Verità), un'opera teologica che per la prima volta offriva un'autorevole esposizione storica sull'ordine mistico degli Ahl-e Haqq, sul suo sviluppo, i suoi principi fondamentali, i suoi riti sacri, che fino ad allora erano stati mantenuti segreti. Il libro affrontava anche le finalità esoteriche condivise dal Corano, dall'Islam, e dagli Ahl-e Haqq.
Nel 1966 pubblicò la sua seconda opera, Hâshieh bar Haqq-ol Haqqâieq (Commento del Libro dei Re della Verità), un commentario al poema epico di suo padre, che diede una spiegazione riguardo alla determinazione di luoghi e date, alla precisazione di alcuni eventi storici ivi citati, e al concetto di manifestazione divina.
La sua terza ed ultima opera pubblicata, un trattato filosofico intitolato Maʿrefat ol-Ruh (Conoscenza dell'anima), apparve nel 1969; l'opera affronta questioni come l'esistenza e l'immortalità dell'anima, e il suo graduale processo di maturazione e perfezionamento.

## La musica
Per Elahi, la musica era essenzialmente un mezzo per dedicarsi alla contemplazione e alla preghiera. Non si è mai esibito in pubblico, né ha mai effettuato registrazioni di carattere professionale della sua musica.
La musica di Elahi è radicata in una tradizione che comporta la recita e l'invocazione di testi sacri nel corso di riunioni di preghiera, con l'accompagnamento di diversi strumenti, come il tanbur (un antico liuto), il ney (il flauto di canna) e il daf (tamburo su telaio).
Elahi cominciò a suonare il tanbur all'età di sei anni, e a nove era già riconosciuto come maestro di tanbur. Nel tempo egli avrebbe rinnovato quest'antica arte, componendo più di 100 brani originali che utilizzava come base per le sue improvvisazioni.
Le sue ornamentazioni musicali e la complessa tecnica di esecuzione, che per la prima volta comportava l'uso di tutte e cinque le dita di entrambe le mani, così come le modifiche che aveva apportato allo strumento stesso – ovvero il raddoppio della corda più acuta, che ne accresceva enormemente l'effetto espressivo – gli guadagnarono la fama di innovatore in questa forma d'arte e di maestro nell'arte del tanbur.
Dal 1995, anno della commemorazione del suo Centenario, sono stati pubblicati nove CD della sua musica.  La maggior parte delle registrazioni originali era stata realizzata su nastro con semplici apparecchiature mono-aurali, nel corso degli anni '60 e ‘70, nell'ambito di riunioni informali con i familiari e gli amici. Da allora, questi nastri sono stati rimasterizzati in digitale e restaurati.
Uno degli aspetti caratteristici della musica di Ostad Elahi è l'uso dell'improvvisazione, nella quale era solito intrecciare insieme pezzi con tempi e ritmi diversi, mantenendo al contempo un insieme coerente. Un brano come Improvisations in Baba Jalili in the fourth  seguito dalla Suite Zang-e Shotori in the second, che si trova nel CD Destinations (Le Chant du Monde, 2008) è un esempio di tale caratteristico aspetto. Qui, Elahi si sposta in avanti e indietro tra un certo numero di melodie diverse, e immette il ritmo di una melodia all'interno di quello di un'altra.
L'arte del tanbur di Ostad Elahi era nota anche per l'uso di complesse ornamentazioni e per la densità delle note; eseguiva a volte fino a 12 note al secondo. Queste caratteristiche sono evidenti nella Suite Sahari, dal CD The Celestial Music of Ostad Elahi (Le Chant du Monde, 2004), una melodia che si suonava all'alba per risvegliare i dervisci per la preghiera.

## La sua eredità
Nella seconda parte della sua vita, Elahi ebbe intorno a sé numerose persone, diverse per background e per interessi: l'ateo che veniva per intavolare una discussione, il musicista che lo consultava per un chiarimento tecnico, lo studioso che desiderava ampliare il campo della sua ricerca, il semplice paesano o il ricercatore che chiedeva la sua guida spirituale. Egli li accoglieva tutti con calore e dedicava loro tutto il tempo necessario a trattare ogni loro problema.
Elahi ha lasciato questa terra il 19 ottobre 1974, all'età di 79 anni. In sua memoria fu eretto un mausoleo, che continua ad essere visitato da migliaia di persone ogni anno, ad Hashtgerd, un borgo rurale che si trova nei pressi di Tehran.
Dopo la sua dipartita avvenuta nel 1974, la sua filosofia e il suo insegnamento hanno continuato ad essere elaborati da suo figlio, il prof. Bahram Elahi (n. 1931), già chirurgo pediatrico e professore ordinario presso la facoltà di medicina, autore di diversi libri che analizzano e sviluppano questa linea di pensiero.

### Storia del titolo "Ostad Elahi"
Nato con il nome di "Fatollah", nel periodo della sua infanzia, Nur Ali veniva chiamato con l'affettuoso vezzeggiativo di "Kuchek Ali" (Piccolo Ali).
All'età di undici anni ebbe una trasformazione spirituale, durante un ritiro ascetico con suo padre, che in seguito cambiò il nome del bambino in "Seyyed Nur Ali".  Nel 1941, mentre ricopriva la carica di Procuratore Generale a Khorammabad, Nur Ali cambiò e legalizzò il suo cognome in "Elahi."
Dopo la sua morte, nel 1974, sua sorella Malek Jân Ne'mati assunse la responsabilità della sua eredità di pensiero.
Secondo il costume di rivolgersi agli anziani con rispetto, Malek Jân faceva riferimento a suo fratello maggiore con il titolo di "Hazrat Ostad",  nei venti anni che seguirono e durante i quali continuò a spiegare e a chiarire i suoi insegnamenti.
Quando il Comitato Organizzatore per la commemorazione del suo centenario programmò gli eventi celebrativi del 1995 a Parigi, Londra, New York, Los Angeles e Tehran, si trovò a dover tradurre il titolo di "Hazrat-e Ostad" nelle lingue occidentali. Tuttavia, la traduzione letterale del suo titolo nelle lingue occidentali contrastava con la fama di umiltà di Elahi,  (per esempio, Sua Altezza, o Regale Maestro Nur Ali Elahi). Con il permesso della sua famiglia, il Comitato decise per il titolo di “Ostad Elahi”, per mantenere il rispetto tributatogli da sua sorella e per sottolineare la sua riconosciuta maestria musicale. Il risultato è che nella maggior parte dei libri e degli articoli scritti su di lui dal 1995, è stato utilizzato il titolo di "Ostad Elahi,",  e questo è sia il nome che l'appellativo onorifico con il quale egli è oggi maggiormente noto.

### Le celebrazioni per il Centenario
Elahi ha dedicato la maggior parte della sua vita e della sua opera alla conoscenza di sé e al misticismo. Nel 1995, per celebrare il Centenario della sua nascita,  sono stati organizzati alcuni Simposi presso le Università di Parigi, Londra, Los Angeles e New York; autorevoli esponenti nel campo delle scienze, della giurisprudenza, della letteratura e della musica si sono riuniti per riflettere sul tema “Spiritualità: Pluralità e Unità”.  Sono state presentate conferenze e tavole rotonde con una grande varietà di argomenti, tra i quali l'unità delle religioni, l'etica e il diritto, la scienza e la spiritualità, e l'importanza del misticismo contemporaneo.
Contemporaneamente, con il Patrocinio dell'UNESCO e del Ministero della Cultura francese, e in collaborazione con l'Accademia di Parigi,  è stata organizzata una Mostra su “La Vita e l'Opera di Ostad Elahi”, presso la Cappella della Sorbonne, a Parigi, rimasta aperta per due mesi, dal 6 settembre al 31 ottobre 1995.  La Mostra era articolata in tre diverse sezioni che tracciavano la cronologia della sua vita: l'Alba, (1895-1920), il Sorgere del Sole,  (1920-1957), e il Pieno Giorno (1957-1974). Ogni periodo era illustrato da un insieme di testi, di foto,  di aneddoti autobiografici e di oggetti personali, che fornivano al visitatore un'ampia informazione sulla figura di Elahi e sui diversi periodi della sua vita.
All'interno della Mostra era stata allestita anche una speciale sala della musica, in cui risuonavano le melodie composte ed interpretate da Elahi. Questa musica, in passato riservata soltanto a riunioni di preghiera, in quell'occasione fu rivelata per la prima volta al pubblico. Nella sala era in mostra anche una collezione di strumenti tradizionali appartenuti ad Elahi e a suo padre, che comprendeva tanbur, setar e daf.

### Mostre recenti
Dal 5 agosto 2014 fino all'11 gennaio 2015 presso il Metropolitan Museum of Art di New York, una mostra dal titolo The Sacred Lute: The Art of Ostad Elahi (Il Liuto Sacro: l'Arte di Ostad Elahi), presentata sotto il patrocinio dell'UNESCO, ha esplorato il parallelismo tra il suo modo di suonare il tanbur e il suo approccio nella ricerca della verità e la conoscenza di sé.

## Discografia
- The Celestial Music of Ostad Elahi(1996), CMT 774 1026 Le Chant du Monde (Pubblicato inizialmente nel 1995 con il titolo The Celestial Music of Ostad Elahi Vol. I)
- Dialogue with the Beloved (1997), CMT 774 1100 Le Chant du Monde (Pubblicato inizialmente nel 1995 con il titoloThe Celestial Music of Ostad Elahi Vol. II)
- Paths of Divine Love (1997), CMT 774 1083 Le Chant du Monde
- Celestial Harmonies (1999), CMT 774 1122 Le Chant du Monde
- A Spiritual Epic (1998), CMT 774 1432 Le Chant du Monde
- Mystical Orison (2000), CMT 774 1137 Le Chant du Monde
- Cascade (2002), CMT 774 1150 Le Chant du Monde
- Celestial Danses (2005), CMT 774 1327 Le Chant du Monde
- Destinations (2008), CMT 774 1626 Le Chant du Monde
- Presence (2014), CMT 774 2300 Le Chant du Monde
- The Sacred Lute: The Art of Ostad Elahi (Double CD) (2014), CMT 874 2259 Le Chant du Monde & The Metropolitan Museum of Art
- Awakening (2014), CMT 774 2367 Le Chant du Monde
- Résilience (2019),  Le Chant du Monde – Harmonia Mundi / The Metropolitan Museum of Art
- Mon Commencement et Ma Fin (2019),  Le Chant du Monde – Harmonia Mundi / The Metropolitan Museum of Art

### Opere scelte di Ostad Elahi

#### Inglese
- Knowing the Spirit. Traduzione e introduzione di James Winston Morris. (Albany: SUNY Press, 2007) ISBN 978-0791468586
- Words of Faith: Prayers of Ostad Elahi (Paris: Robert Laffont, 1995) ISBN 2911331028
- 100 Maxims of Guidance. Introduzione di Bahram Elahi. (Paris: Robert Laffont, 1995) ISBN 9782911331008

#### Francese
- Connaisance de l'âme. Traduzione di Clara Deville. (L'Harmattan, 2001) ISBN 2747504522
- 100 Maximes de Guidance. (Robert Laffont, 1995) ISBN 978-2221082065
- Confidences Prières d'Ostad Elahi (Robert Laffont, 1995) ISBN 978-2221082058
- Paroles de Vérité (coll. Spiritualités vivantes, Albin Michel, 2014) ISBN 2226253912

#### Italiano
- Pensieri di Luce. Traduzione di Mario Luzi. (Arnoldo Mondadori Editore, 2000) ISBN 88-04448105
- Parole di Verità. (Arnoldo Mondadori Editore, 2016) ISBN 978-88-918-0910-0
- Principi di saggezza universale. (Arnoldo Mondadori Editore, 2018) ISBN 978-88-918-2105-8

#### Persiano
- Borhan-ol Haqq ( برهان الحق) [Dimostrazione della Verità] 1st ed. (Tahuri, 1963)
- Haqq-ol Haqaiq (حق الحقايق) [Commenti allo Shahnameh Haqiqat (Libro dei Re della Verità)] (Husseini, 1967)
- Maʿrefat-ol Ruh (معرفت الروح) [Conoscenza dell'anima] 1st edition (Tahuri, 1968)
- Asar-ol Haqq (آثارالحق) [Tracce di Verità] ed. B. Elahi. Volume I (Jeyhoun, 1978)
- Asar-ol Haqq (آثارالحق) [Tracce di Verità] ed. B. Elahi. Volume II (Jeyhoun, 1991)

### Opere scelte sulla vita e il pensiero di Ostad Elahi

#### Inglese
- Shifting Perspectives: Changing Your Outlook for Positive Results. By Olivier Brizevac and Emmanuel Comte, translated by Benjamin Ivry. (New York: Paraview, 2007) ISBN 978-0976498650
- Ostad Elahi on Spirituality in Everyday Life. By James W. Morris. (Public Lecture presented at University of California at Santa Barbara, Department of Religion, May 2, 2007)
- Overcoming Jealousy. By Beatrice Guernier and Agnes Rousseau, translated by Benjamin Ivry. (New York, Paraview, 2006) ISBN 978-0976498643
- The Path of Perfection. By Bahram Elahi. (New York: Paraview, 2005) ISBN 978-0976498605
- Orientations: Islamic Thought in a World Civilization. By James Winston Morris. (Archetype, 2004) ISBN 978-1901383102
- The Spirit of Sounds: The Unique Art of Ostad Elahi. By Jean During. (New York: Cornwall Books, 2003) ISBN 978-0845348840
- Medicine of the Soul: Foundations of Natural Spirituality. By Bahram Elahi. (New York: Cornwall Books, 2001) ISBN 978-0845348758
- Spirituality is a Science: Foundations of Natural Spirituality. By Bahram Elahi. (New York: Cornwall Books, 1999) ISBN 978-0845348680
- Foundations of Natural Spirituality: A Scientific Approach to the Nature of the Spiritual Self. By Bahram Elahi (Dorset: Element Books, 1998) ISBN 978-1862042384
- "Symposium on Spirituality Celebrates the Centennial of Ostad Elahi." In UNESCO News, Vol. 2, No. 6, (November 10, 1995)
- The Life and Work of Ostad Elahi. Directed by Marion Sarraut. (A video published on the occasion of his centenary in 1995)
- "Unicity" A Collection of Photographs of Ostad Elahi 1895-1974. [Centennial Commemoration Volume] (Paris: Robert Laffont, 1995) OCLC 36822170
- The Way of Light. By Bahram Elahi. (Dorset: Element Books, 1993) ISBN 978-1852303815

#### Francese
- Fondamentaux du perfectionnement spirituel ; le guide pratique. Bahram Elahi. (Paris:  Dervy, 2019) ISBN 979-10-242-0412-3
- Vérité et jugement: Ostad Elahi, juge et philosophe iranien (1895-1974). S. Marin. Thèse de l'Université de Paris-X, Nanterre (2006)
- Ostad Elahi et les droits de l'homme: Ethique et modernité, in Le Code civil et les droits de l'homme, textes réunis et publiés par Jean-Luc Chabot, Philippe Didier, Jérôme Ferrand, (Paris: L'Harmattan, 2005) pp. 418–434. ISBN 2747588939
- Une philosophie du droit en Islam? Un exemple iranien, Journées de la recherche en théorie et philosophie juridiques et politiques, p. 23
- La Voie de la Perfection. Bahram Elahi. (Paris: Albin Michel, 2002) ISBN 978-2226132604
- L'éveil de l'intelligence spirituelle et les dimensions du processus éthique selon Ostad Elahi. By James Winston Morris. In Dieu a-t-il sa place dans la ethique?, ed. E. During, 86-99. (Paris: L'Harmattan, 2002) ISBN 2747521680
- L'âme des sons. Jean During. (Gordes: Editions du Relié, 2001) ISBN 978-2909698717
- Le rôle de la traduction et de l'interprétation du droit en Iran dans la première moitié du XXème siècle: l'exemple d'Ostad Elahi (1895-1974), S. Marin and F. Ameli. Droit et Cultures, Revue trimestrielle d'anthropologie et d'histoire, publiée avec le concours du CNRS, 44/2001, pp. 183–201.
- Médecine de l'âme. Bahram Elahi. (Paris: Editions Dervy, 2000) ISBN 978-2844540232
- La spiritualité est une science. Bahram Elahi. (Paris: Editions Dervy, 1997) ISBN 978-2850769276
- Fondements de la Spiritualité Naturelle. Bahram Elahi. (Paris: Editions Dervy, 1996) ISBN 978-2850768606
- Le Spirituel: Pluralité et Unité [Atti del simposio, "Spiritualità: Pluralità e Unità"] (Presses de l'Université de Paris-Sorbonne, 1996)
- La Pensée d'Ostad Elahi. In Le Spirituel: pluralité et unité, actes du symposium (Cahiers d'Anthropologie Religieuse, ed. M. Meslin, volume 5), 137-147 (Presses de l'Université, 1996)
- De l'unité des religions et Conclusion. Andrei Chouraqui. Cahiers d'Anthropologie Religieuse, n° 5, under the direction of Professor Michel Meslin, University of Paris-Sorbonne Press, 1996, pp. 25–33, 187-88
- Ethique et droit. F. Terre, Symposium in French Supreme Court (Sept. 1995), in Cahiers d'Anthropologie Religieuse, n° 5, under the direction of Professor Michel Meslin, University of Paris-Sorbonne Press, 1996, pp. 179–186.
- Musique Et Mystique Dans Les Traditions de L'Iran. By Jean During. (Paris: Institut français de recherche en Iran, 1989) ISBN 978-9068311914
- Le Chemin de la Lumière. Bahram Elahi. (Parsi: Albin Michel, 1985) ISBN 978-2226024671
- Descartes et Ostad Elahi – philosophie, science spirituelle et médecine de l’âme. Elie During (dans : L’Esprit Cartésien / XXVIe Congrès de l’Association des Sociétés de Philosophie de Langue Française, t. II, Paris, Vrin, 2000, pp. 538-542)
- Qu’est-ce qu’une spiritualité naturelle? Elie During (dans: Spirituel et Rationnel: les alliances paradoxales, Paris, L’Harmattan, 2011, p. 142-152)
- Droit et médisance: le mécanisme et l’ensemble des effets de la médisance selon Ostad Elahi. Soudabeh Marin (dans: La Médisance, sous la direction de Sylvie Mougins, Presses universitaires de Reims, 2005, pp. 519-532)
- L’enseignement éthique d’un mystique : Ostad Elahi (1895-1974). Carl-Albert Keller (dans: La Mystique, une éthique paradoxale? , Paris, L’Harmattan, 2002, pp. 123-132)

#### Tedesco
- Medizin der Seele. Bahram Elahi. (Wien: Ibera Verlag, 2007) ISBN 978-3850521574
- Spiritualität ist eine Wissenschaft. Bahram Elahi. (Wien: Ibera Verlag, 2001) ISBN 978-3850521123
- Grundlagen Natürlicher Spiritualität. Bahram Elahi. (Wien: Ibera Verlag, 1999) ISBN 978-3900436858
- Weg und Vollendung. Bahram Elahi. (München : Heyne, 1995) ISBN 978-3453087446

#### Italiano
- La Via della Perfezione. Bahram Elahi. (Astrolabio Ubaldini, 2004) ISBN 978-8834006993
- La Via della Perfezione. Introduzione al pensiero di Ostad Elahi. Bahram Elahi,  traduzione di Daniela Attanasio (Mondadori Electa, 2020) ISBN 978-8891829016
- L'anima dei suoni. Jean During. (Éditions Chemins de tr@verse, 2011) ISBN 978-2-313-00297-1
- I fondamentali del perfezionamento spirituale. Guida pratica. Bahram Elahi. (Mondadori Electa, 2021) ISBN 978-8891832566

#### Polacco
- Droga do doskonałości. Bahram Elahi. (Warszawa: Nowe Wydawnictwo Polskie, 1991) ISBN 978-8385135074

#### Greco
- Ή ὁδὸς τῆς τελειότητας. Bahram Elahi. (Εκάτη, 1994)